# Expulsion des Juifs d'Espagne

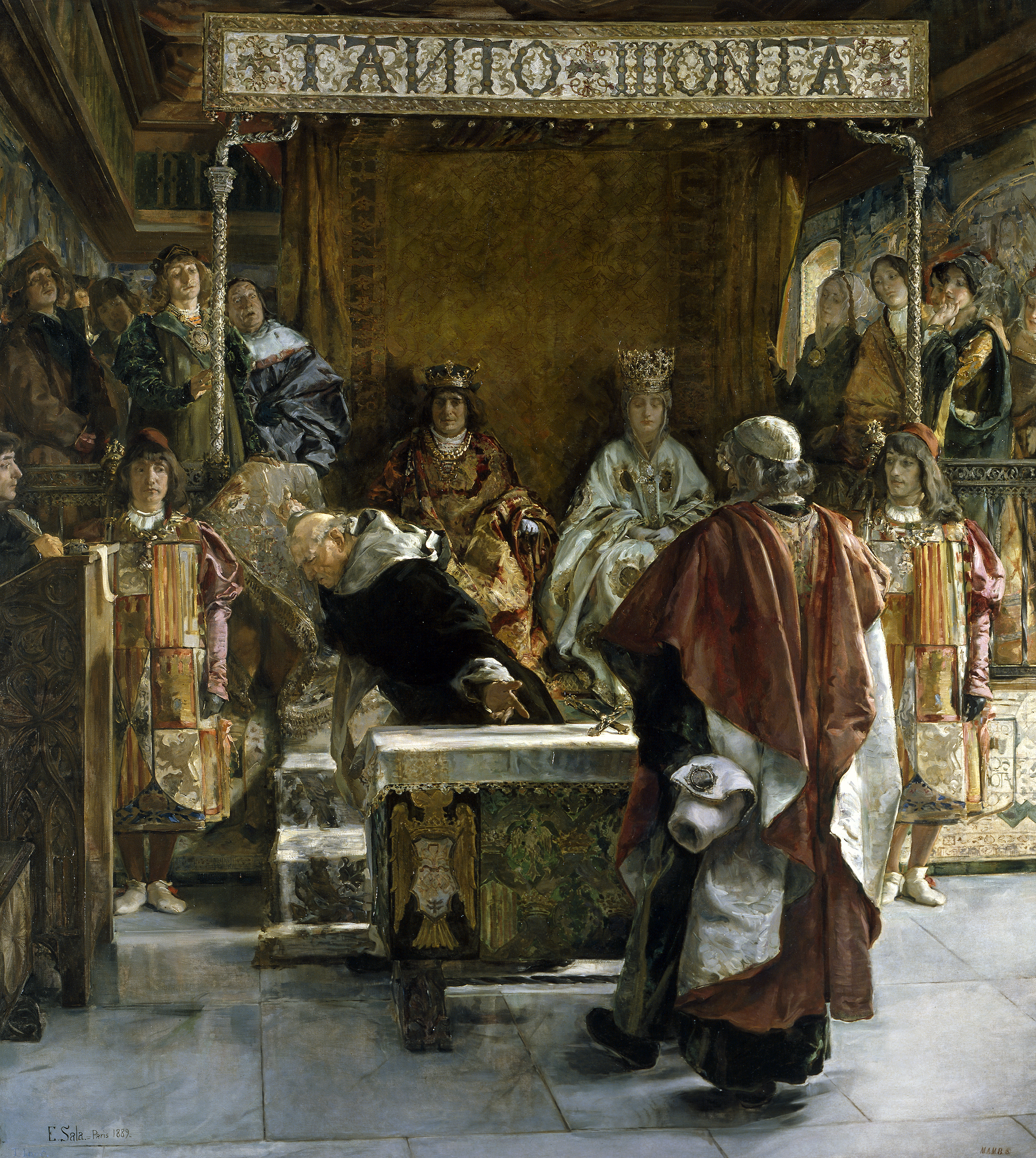
Expulsion des Juifs d'Espagne, Emilio Sala y Francés, 1889 : Torquemada offre aux rois catholiques l'édit d'expulsion des Juifs d'Espagne contre leur signature

Expulsions des Juifs et leurs parcours

L'expulsion des Juifs d'Espagne en 1492 (en hébreu : גירוש ספרד, translittération : gueroush Sefarad) est l’un des événements majeurs de l’histoire juive.
Événement contemporain de l'achèvement de la Reconquista, il marque la fin d’une présence millénaire et entraîne une diaspora massive qui transforme considérablement le visage des communautés juives dans le bassin méditerranéen et en Europe occidentale. Cet épisode majeur de l'histoire juive contribue également à un développement majeur de la Kabbale et donne naissance au marranisme, dont les ramifications philosophiques contribueront à la modernisation de l’Europe et de ses idéaux.

## Contexte

### Les Espagnes médiévales
La péninsule est conquise par les Arabes au début du VIIIe siècle. À partir de cet événement et jusqu'à la fin du Moyen Âge, trois religions sont présentes dans la péninsule : musulmane, chrétienne et juive.
La reconquête du territoire par les puissances chrétiennes intervient rapidement. L'avancée chrétienne et le délitement de la puissance arabe entraînent une radicalisation contre les religions minoritaires (1066). En 1085 la prise de Tolède place le roi de Castille au centre de la péninsule et constitue un tournant majeur. L'effondrement des pouvoirs musulmans en place. L’arrivée successive des Almoravides puis des Almohades génère des persécutions. De nombreux Juifs s’exilent, notamment dans les terres chrétiennes du nord où ils sont d'autant mieux accueillis que leur départ affaiblit le pouvoir musulman.
Sous domination musulmane ou chrétienne, plusieurs périodes de cohabitation entre les trois religions sont réputées pacifiques et parfois qualifiées de Convivencia.
Durant le Moyen Âge, les sociétés sont organisées en communautés religieuses jouissant de droits différents les unes des autres, jalouses de leurs prérogatives et évitant les mélanges, ce qui renforce les barrières sociales. Les conversions ne sont autorisées que vers la religion du souverain. Cette situation favorise la réception de traditions et d'idées aux origines variées mais est source de frictions d'une part entre les communautés des religions majoritaires et les minoritaires à l'intérieur des frontières des différents royaumes et d'autre part entre les pouvoirs musulmans et chrétiens sur les frontières externes. David Nirenberg voit dans ces compositions sociales structurellement exclusives le fondement des conflits qui éclatent au XIVe siècle et qui débouchent sur l'expulsion des juifs (1492), les conversions forcées des juifs et des musulmans (1499-1502). Le rôle de passeurs des Juifs est souvent attribuable à leur condition de minorité tentant de préserver tant bien que mal leur existence,.
À la fin du XIVe siècle la péninsule traverse une grave crise économique et une succession difficile (1390) avec la montée sur le trône d'Henri III de Castille à 11 ans. Incapable de faire valoir son autorité, il laisse le pouvoir politique très affaibli.
En 1391 ont lieu les persécutions anti-juives. À la suite d'une maladie fulgurante se propageant dans les aljamas (quartiers réservé aux juifs) la population se rendit dans les quartiers juifs pour y « piller, saccager et massacrer » comme le décrit un écrivain contemporain. Ces descriptions correspondent aux massacres de juifs décrits ailleurs en Europe sur le passage de la peste noire, de 1347 jusqu'au XVe siècle. Les villes d’Espagne deviennent alors « une nouvelle Troie ». On laissa en vie les juifs qui acceptaient le baptême chrétien. Mais même pour les nouveaux chrétiens, la situation est très difficile car en 1449, la sentence-statut (sentencia-estatuto) de Tolède interdit à ceux-ci l'accès aux charges publiques de la cité car les descendants de Juifs convertis sont tenus pour « infâmes, incapables inaptes et indignes ». 
Cette crise débouche au XVe siècle, sur une politique de christianisation à marche forcée de la péninsule. Les juifs sont forcés de vivre dans des ghettos fermés à la suite d'un premier décret des années 1412. L’ascension des Rois catholiques, en 1474, attise un haine immense dont l'objet est l'uniformisation religieuse de ce qui devint le Royaume d'Espagne (1512).,[source insuffisante]

### Disputatioet coercition
À mesure que le pouvoir chrétien s’affirme et que la présence musulmane indépendante se réduit au seul royaume de Grenade situé au sud du royaume — lequel sera reconquis en 1492 et intégré à la couronne catholique de Castille —, les mesures de pression s’affirment contre les Juifs en terre chrétienne. Diverses actions sont entreprises pour convertir les Juifs au christianisme, au terme de disputations telles la disputation de Barcelone et celle de Tortosa, de campagnes de prédication intensives de Vincent Ferrier ou de campagnes de conversion forcée culminant avec les baptêmes sanglants de 1391.

#### Exil ou marranisme

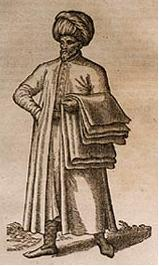
Le philosophe Isaac Abravanel

Outre les nombreuses victimes de ces persécutions et les vagues d’émigration qu’elles entraînent (principalement vers l'Empire ottoman, le Maghreb et les Pays-Bas), ces mesures créent un phénomène nouveau, le marranisme, où des Juifs, souvent contraints à la conversion, demeurent secrètement attachés au judaïsme. Certains, dont l’aïeul d’Isaac Abravanel, parviennent à fuir vers le Portugal (qui adoptera le même décret cinq ans plus tard) afin de pouvoir revenir librement au judaïsme mais la plupart des Marranes sont contraints de demeurer en Espagne, incapables de trouver leur place parmi les Juifs ainsi que parmi les chrétiens qui se méfient de ces nouveaux convertis ou jalousent leur position sociale (d’autant que certains se servent de la conversion comme moyen d’ascension, conservent des liens privilégiés avec la communauté juive et n’observant qu’une fidélité de façade). C’est officiellement afin d’extirper toute tendance à la judaïsation parmi ces Marranes que l’Inquisition espagnole reçoit pleins pouvoirs pour s’acharner sur ces conversos avec, parfois, le soutien d'anciens Juifs malmenés par certains de leurs anciens frères, soucieux de prouver leur fraîche allégeance à l'Église.
Isaac Abravanel n’ignore rien de tout cela lorsqu’il entre au service des Rois catholiques Ferdinand II d’Aragon et Isabelle Ire de Castille. Cependant, il sait aussi que, à la suite de la mort de l’antipape Benoît XIII, en 1423, les Juifs ont pu restaurer partiellement leur statut ; tout comme Abraham Senior, il pense pouvoir protéger les Juifs en aidant au mieux les souverains dans leur guerre contre les Maures qui a laissé leur caisse vide. Cependant, au plus fort de la bataille de Grenade, l’Inquisition condamne des Juifs au côté de conversos lors de l’affaire du Saint Enfant de La Guardia et les déclare coupables dans la foulée de favoriser les pratiques judaïsantes voire la rejudaïsation de chrétiens encore faibles dans leur foi et attachés à leurs « erreurs passées ». Malgré ses efforts, Abravanel ne peut que repousser très provisoirement la publication du décret de l'Alhambra, signé par les monarques le 31 mars 1492.

## Le décret
Rendu public le 29 avril 1492, le décret ordonne l’expulsion définitive avant le 31 juillet des Juifs refusant le baptême, tous âges et catégories sociales confondus et ne leur permet d’emporter qu’une infime partie de leur patrimoine.

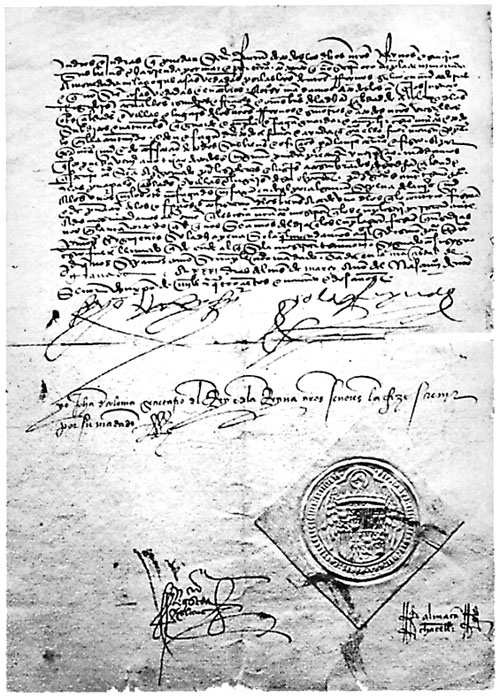
Fac-similé du décret de l’Alhambra
… Nous avons décidé d'ordonner à tous les juifs, hommes et femmes, de quitter nos royaumes et de ne jamais y retourner … à la date du 31 juillet 1492 et ne plus rentrer sous peine de mort et de confiscation de leurs biens…

Isabelle, encouragée par son confesseur Tomás de Torquemada, table sur une conversion massive de Juifs profondément attachés à leur patrie. Bien que ses plans soient partiellement couronnés de succès avec la conversion d’un grand nombre de Juifs dont celles du rabbin octogénaire Abraham Senior et d’autres notables juifs menées en grande pompe, la majorité des Juifs choisissent l’exil.

### Mise en application
Les Juifs ont peu de temps pour liquider leurs affaires et ne pouvant emporter que des lettres de change dans leur fuite, autant dire que tout se fait dans la précipitation et à perte. À leur sortie du territoire, ils sont aussi fouillés.
Par les différents efforts de report, la date effective d'application du décret se fixe le 2 août 1492, qui correspond au 9 Ab 5252 dans le calendrier hébraïque - le 9 Ab étant déjà depuis l'antiquité, un jour de deuil et de jeûne pour les Juifs, en commémoration des destructions des Temples de Jérusalem.
Des milliers de Juifs embarquent sur les routes de l'exil qui les mènent d'abord au Portugal (lequel les expulsera aussi en 1497), dans l'empire ottoman, aux pays du Maghreb, aux Provinces-Unies (qui deviendront les Pays-Bas), en Italie (notamment à Livourne où les Lois livournaises leur accordent la liberté de culte), etc.
Le décret d'expulsion de l'Alhambra s'applique en Espagne mais aussi dans toutes ses possessions et colonies comme en Sardaigne et en Sicile, en son temps comme lors de ses futurs acquisitions comme l'Italie du Sud en 1501 ou les Amériques quand son pouvoir s'y étendra. Sur tous ces territoires et même sur ceux chrétiens n'appartenant pas à la couronne espagnole, l'Inquisition pourchassera les Juifs et les marranes pendant bien plus d'un siècle.
Le curé de Los Palacios, Andres Bernaldez, est un témoin oculaire qui relate cet exode « comme le déplacement d’une marée humaine, dans la détresse et la confusion », :

« Ils quittèrent leur pays natal, petits et grands, vieillards et enfants, à pied ou juchés sur des ânes et autres montures, en charrettes… et chacun se dirigea vers le port où il devait se rendre. Ils marchaient le long des routes et à travers champs dans des conditions très dures et aventureuses, les uns tombant, les autres se relevant, certains mourant, certains naissant, certains devenant malades, de sorte qu’il n’y avait pas de chrétien qui n’eût pitié d’eux, et où ils allaient, on les invitait à se faire baptiser. Certains se convertirent à cause de la situation, et restèrent, mais très peu, et leurs rabbins ne cessaient de les encourager : ils faisaient chanter les femmes et les jeunes gens et leur faisaient jouer du tambourin pour réconforter la foule, et c’est ainsi qu’ils partirent de Castille. »

#### Synagogues converties

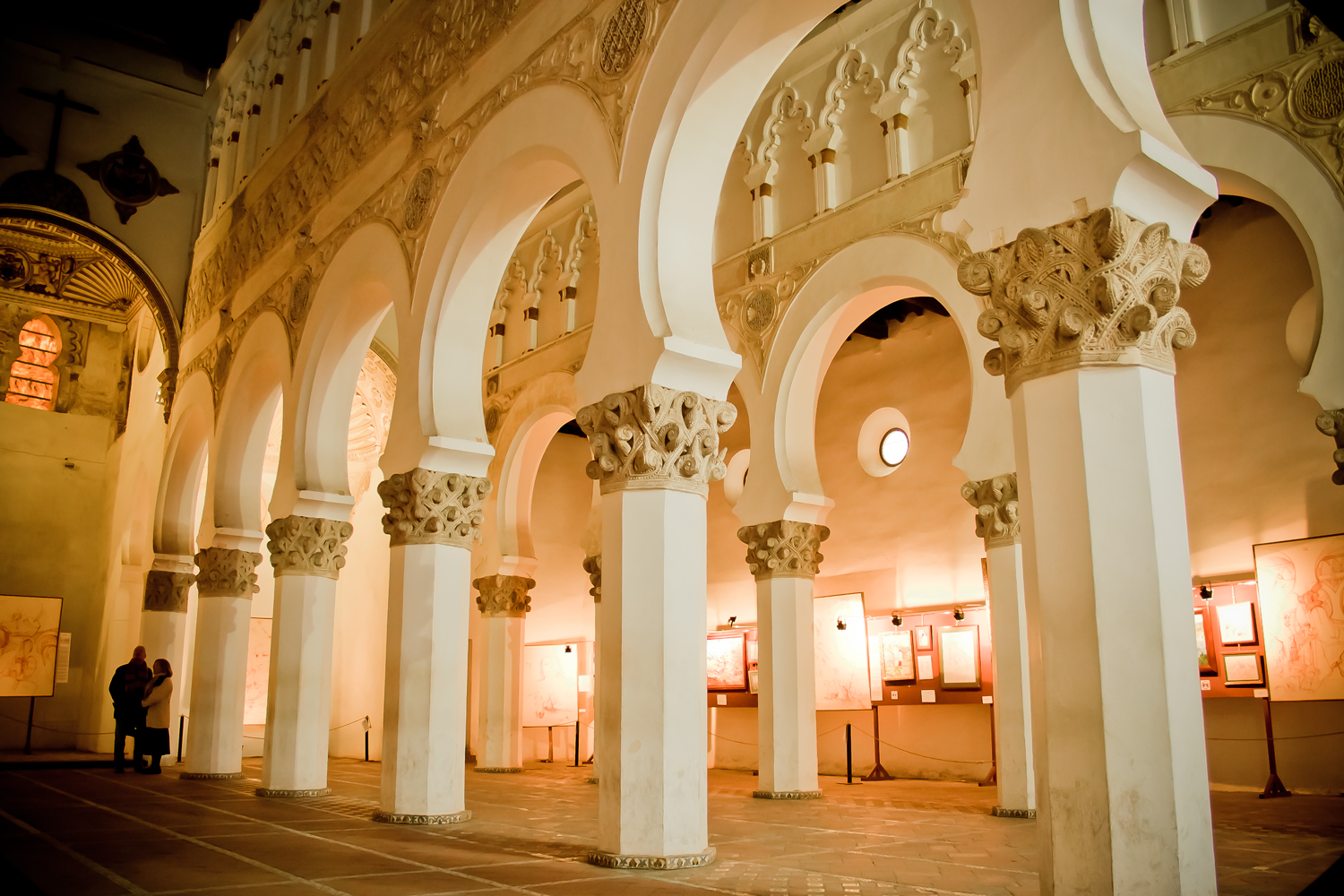
Synagogue de Tolède convertie en église.

Les Juifs n'ayant plus raison légale d'être ou d'observer leur culte, toutes les synagogues sont converties en églises comme l'avait déjà été celle de Tolède devenue église Santa Maria la Blanca du temps des « pogroms » de 1391 et 1411,.

### Chiffres

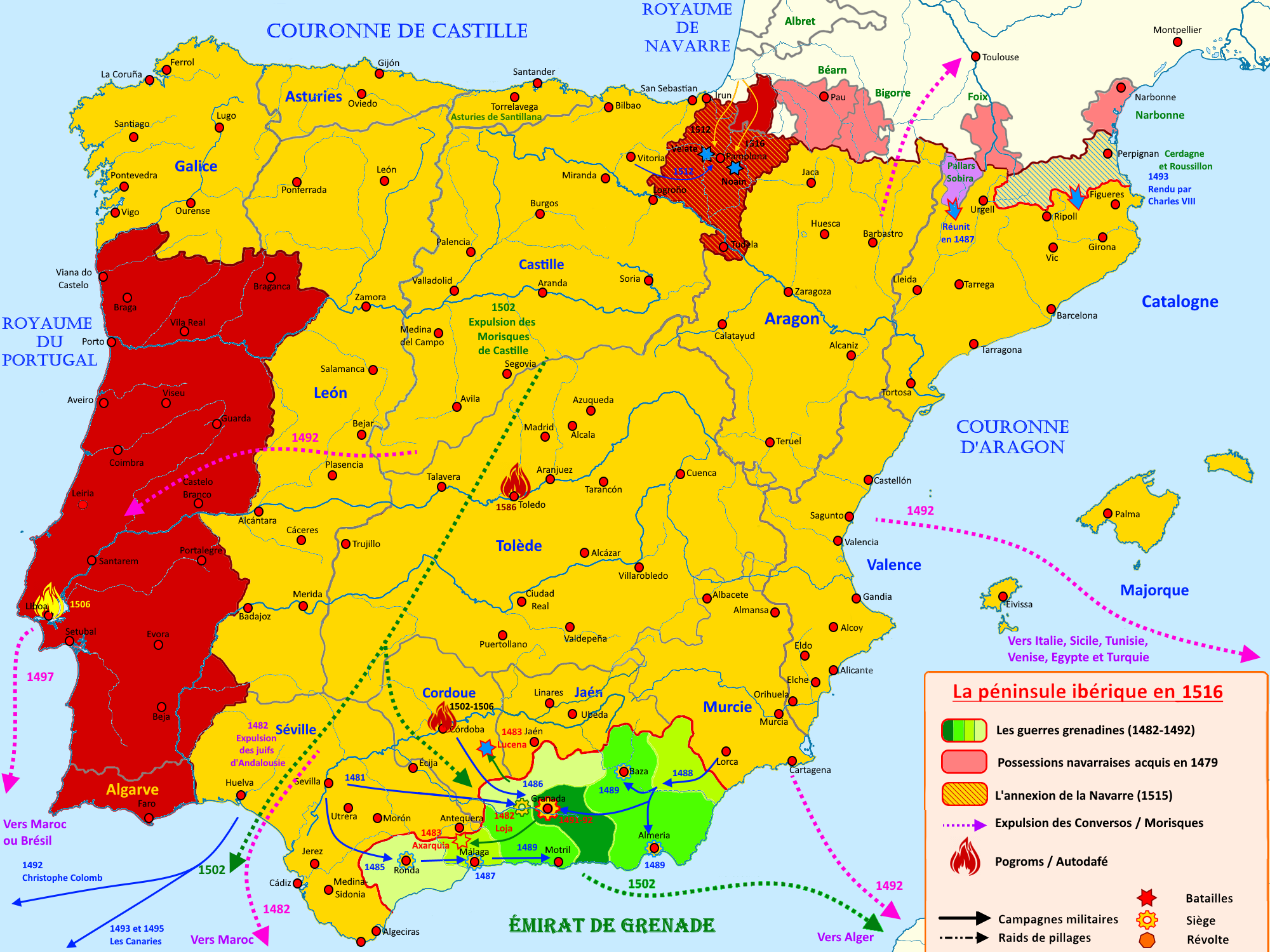
Expulsion des conversos

Les estimations chiffrées concernant l'ampleur de l'expulsion et des conversions sont très variables et sujettes à controverse. Les sources contemporaines de l'expulsion indiquent un nombre d'exilés variant entre 40 000 et 120 000,,. Quant aux conversions, elles s’élèveraient à environ 250 000 selon Henry Kamen et Joseh Pérez mais, là aussi, les estimations sont malaisées, du fait qu'un certain nombre de familles ayant dans un premier temps fait le choix de l'exil se soient plus tard résignées à la conversion et au retour dans leur zone d'origine face aux difficultés et au drame personnel que constituait l'expulsion.

## L'Espagne et le sort des exilés
Joseph Ha-Cohen dans La Vallée des pleurs (Emek Habakhah) publié en 1560, décrit la tragédie de l'expulsion des juifs d'Espagne :

« Tous les exilés de Jérusalem en Espagne quittèrent cette contrée maudite le cinquième mois de l'année 5252, c'est-à-dire en 1492, et de là se dispersèrent aux quatre coins de la terre. (…)
Les juifs s'en allèrent où le vent les poussa, en Afrique, en Asie, en Grèce et en Turquie. D'accablantes souffrances et des douleurs aiguës les assaillirent, les marins génois les maltraitèrent. Des créatures infortunées mouraient de désespoir pendant leur route : les musulmans en éventrèrent pour extraire de leurs entrailles l'or qu'elles avaient avalé pour le cacher. Il y en eut qui furent consumées par la peste et par la faim. D'autres furent débarquées nues par le capitaine du vaisseau dans des îles désertes. D'autres encore vendues comme esclaves dans le port de Gènes et les villes soumises à son obéissance. »

Quelques mois après l'expulsion d'août 1492 puis quelques années plus tard, les rois d'Espagne font savoir aux Juifs exilés dans d'autres pays qu'ils les accueilleront s'ils acceptent le baptême. Certains y concéderont.
Toutefois, la plupart partiront essentiellement en Afrique du nord comme le cite Michel Abitbol :

« Tant du fait de la proximité géographique que de l'ancienneté et de la diversité des relations avec l'Espagne, l'Afrique du Nord a de tout temps servi de terre d'asile ou de transit aux juifs ibériques contraints par les vicissitudes de quitter le sol natal pour chercher ailleurs des cieux plus cléments. »

— Michel Abitbol, Juifs d'Afrique du Nord et expulsés d'Espagne après 1492
D'autres choisiront l'Italie mais le voyage vers ce pays ou l'Afrique du nord fut très souvent très difficile. L'accueil n'y fut pas favorable — sauf au Maroc où une importante communauté put s'établir — et beaucoup émigrèrent finalement vers l'Empire Ottoman, comme Meir ben Ezekiel ibn Gabbai. 

### Époque contemporaine
Une loi de 1924 permet d’accorder la nationalité espagnole aux descendants d’expulsés espagnols mais exige qu’ils renoncent à leur autre nationalité et résident en Espagne.
Au cinq-centième anniversaire de l'édit d'expulsion, le 31 mars 1992, le roi Juan Carlos et la reine Sophie sont reçus officiellement à la synagogue de Madrid, en présence du président d'Israël, Chaim Herzog, où le roi évoque « la réconciliation historique entre le peuple juif et le peuple d'Espagne ».
En juin 2015, le Congrès espagnol adopte à l’unanimité une loi incitée par le conservateur Mariano Rajoy, permettant aux descendants des Juifs expulsés d’Espagne par les rois catholiques en 1492, d’obtenir facilement la nationalité espagnole, afin de réparer « une erreur historique », cinq siècles plus tard. La nouvelle loi abandonne les contraintes de la loi de 1924 et envisage qu'ils deviennent bi-nationaux et vivent ailleurs. Pour cela, ils doivent faire montre de leur attachement historique ou mémoriel à l'Espagne, ce qui n'est pas toujours aisé,.
Si la plupart des séfarades accueillent cette décision avec satisfaction, d'autres la contestent au motif qu'elle serait anachronique, désuète ou marquerait une injustice à l'égard des Morisques expulsés d'Espagne au début du XVIIe siècle. Ces derniers dénonçant une politique espagnole de « deux poids, deux mesures » sous-tendant une injustice, réclament comme pour les Juifs, la reconnaissance de leur passé dramatique en Espagne ainsi que la double nationalité,.